# De Musica
Il De Musica è un'opera in sei libri di Agostino d'Ippona.

## Il tema e la stesura
Agostino, sensibilissimo al fascino musicale e al canto sacro, si è interessato alla musica, scientia bene modulandi, durante la permanenza a Milano. Il De Musica, iniziato dopo il battesimo e terminato nella quiete di Tagaste nel 389, faceva parte di un progetto sulle arti liberali (che aveva appreso leggendo le opere di Varrone) rimasto, però, semplicemente abbozzato: fu concepito da Agostino come sezione di un più vasto corpus enciclopedico comprendente la sistematica esposizione, distribuita in singoli trattati, delle sette discipline liberali costituenti un sistema organicamente strutturato e già bipartito nei due sottosistemi denominato trivio e quadrivio.
In quest'opera Agostino, nel contesto culturale e filosofico del mondo cristiano, investiga ed esamina la fenomenologia della musica in una fondamentale visione o prospettiva dicotomica, che separa la scienza teoretica dalla prassi o dalla materialità del suono e che si pone in logica continuità con la concezione estetica della classicità greca.

## Struttura dell'opera
L'opera si compone di sei libri scritti sotto forma di dialogo fra maestro e discepolo.
Il primo libro (Quid sit musica eiusque motus et numeri. Quae musices sit scientia) ha una funzione esclusivamente introduttiva e molte delle tematiche qui esposte trovano un loro approfondimento nei libri successivi. Il libro è comunque prevalentemente finalizzato ad introdurre la tematica ritmologica: secondo Agostino, il "ben modulare" tende a collegare le unità musicali in base ad un modus, ossia una misura ritmica che possa esprimersi in rapporti matematici di natura scientifica. La ratio numerica costituisce la base per una possibile interpretazione della fenomenologia musicale, connessa se non generata dal numero, fonte di perfezione estetica e condivisa con la grammatica nella composizione dei piedi e dei versi.
La caratteristica dei libri dal II al V consiste, invece, in una marcata tecnicità ritmica e metrica, assai diversa dalla vocazione speculativa del I e VI libro.

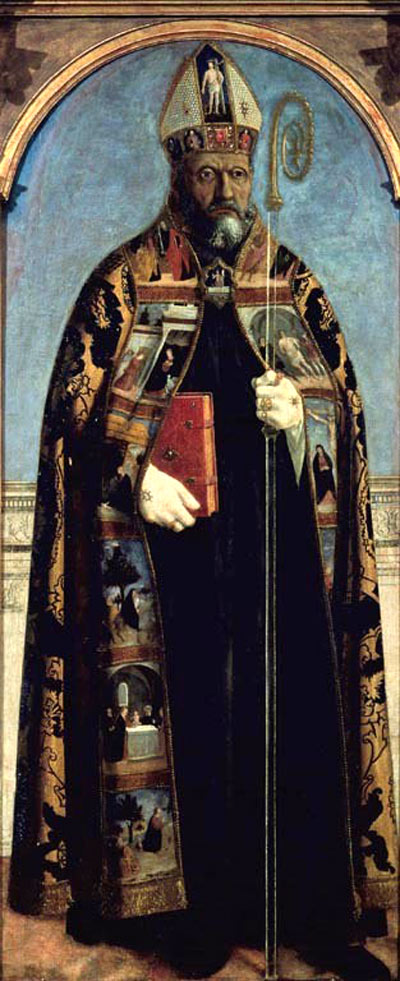
Agostino ritratto da Piero della Francesca

Infatti, nel secondo libro (De pedibus ratio exponitur. Qui immixti sint pedes) Agostino afferma che il materiale elementare raccolto non può essere utilizzato in modo casuale, ma che occorrerà un principio, una ratio, che permetta l'elaborazione di una apposita disciplina capace di ordinare il materiale raccolto. Agostino sottolinea che il principio di accostamento di varie unità prosodiche elementari, cioè i piedi, in unità di maggiore ampiezza, impiegabili artisticamente, non dipende dall'arbitrio di un poeta, ma dalla logica interna del materiale prosodico e fonetico.
Il terzo libro (Quaenam rhythmi et metri sit ratio. Quae rhythmi et metri sit ratio) si apre con la spiegazione della differenza tra il concetto di rhythmus e il concetto di mensura. Agostino afferma che il passaggio da ritmo a metro si ha nel momento in cui il materiale ritmico, di per sé stesso ripetibile senza limitazione, viene sottoposto al limite: il passaggio dall'unità elementare del ritmo alla più complessa ottica del metrum si ha quando al fluire regolare, ma illimitato, del ritmo si impone un ulteriore momento di disciplina, cioè il limite che consente la riconoscibilità delle strutture.
Nel IV libro (Quae metri sint rationes. Quot enumerentur metra) Agostino presenta un elenco dei metri possibili, divisi per categorie, e diverse regole per la scansione corretta, ammettendo la possibilità di duplici scansioni.
All'inizio del V libro (Quae de versu sit ratio. Quid sit versus) Agostino presenta nuovamente una discussione sulla relazione reciproca delle nozioni di ritmo, metro, verso insistendo ancora una volta sul fatto che il passaggio dall'una all'altra di queste categorie comporta sempre un ulteriore progresso verso l'organizzazione del materiale sonoro.
Il VI libro (De numeris ratio atque sapientia) esprime e rappresenta la sua filosofia sui ritmi dell'anima e le profonde connessioni con le sensazioni e il piacere estetico. Il piacere generato dalla musica sembra ricondursi al dualismo tra musica come scienza teoretica e musica come pratica esecutiva o fonte primaria dello stesso piacere estetico. Il giudizio di Agostino sulla pratica esecutiva sembra limitarsi solo alla corretta interpretazione del movimento ritmico (modulatio), che s'addice ai cantores, purché ne seguano correttamente le regole. Ben altra considerazione esprime nei confronti degli strumentisti, poiché la relativa pratica strumentale tende a disgiungere e a scindere il naturale connubio fra arte e ragione, avvalendosi del principio dell'imitazione.
Infine, Agostino infierisce anche sull'ascolto medesimo, ossia sulla musica concretamente udita e sulla stessa percezione estetica della musica, sempre intesa nella commistione di canto, danza e recitazione.
Si può intendere il De Musica fondato sulla sistematica definizione della musica rhythmica, vista «quale manifestazione dell'ordine creato e ipostasi formale dei numeri celesti», come ipotizza il Mainoldi nell'Ars Musica. Il De musica è dunque un insostituibile documento di quell'impatto fra cultura classica e messaggio evangelico di cui ancora oggi si discute e le cui conseguenze sono destinate a protrarsi a lungo nella storia del pensiero dell'Occidente.